# I Puchar Gordona Bennetta (balonowy)
I Puchar Gordona Bennetta – zawody balonów wolnych o Puchar Gordona Bennetta, które rozpoczęły się 30 września 1906 roku w Paryżu.

## Regulamin
W lutym 1906 roku Aeroklub Francuski opublikował regulamin zawodów. Nadano im nazwę Coupe Aeronautique Gordon-Bennett. James Gordon Bennett, jako fundator przekazał Aeroklubowi puchar wart 12 500 franków i zobowiązał się przekazać w trzech kolejnych latach nagrody dla zwycięzcy tej samej wartości. Ustalono, że zwycięzca zawodów (kraj) będzie mógł starać się o prawo organizacji następnych (art. 4). Gdyby nie mógł ich zorganizować, pierwszeństwo ma ostatni organizator, a jeśli on nie wyrazi chęci, to kolejne zawody zorganizuje Francja (art. 9). Nie został ustalony stały termin zawodów, a tylko obowiązek ich zorganizowania pomiędzy 1 kwietnia a 15 listopada. Każdorazowo organizator powinien podać termin do 1 marca. Zgłoszenia udziału powinny być dokonane do 1 lutego wraz z wpłatą wpisowego. W 1906 roku wynosiło ono 500 franków z prawem zwrotu połowy, gdy dany kraj wystartuje (art. 5). Z każdego kraju można zgłosić 3 załogi (art. 6). Koszty imprezy ponosi organizator (art. 14). Komisja sportowa musi zatwierdzić wyniki najpóźniej do miesiąca po zakończeniu zawodów. Zwycięzca powinien w ciągu miesiąca od dnia zatwierdzenia wyników otrzymać puchar. Stawał on się własnością Aeroklubu danego kraju po wygraniu przez zawodników trzech kolejnych zawodów (art. 17).

## Nagrody
Nagroda finansowa za zajęcie pierwszego miejsca wynosiła 2 900 $.

## Przebieg zawodów
Zawody rozpoczęły się 30 września. Wystartowało 15 balonów z 7 krajów. Kolejność startu balonów została ustalona drogą losowania. Pierwsza wystartowała ekipa włoska w balonie Elfe. Zwycięzca zawodów wystartował jako 12.
W tych zawodach jako jedynych z całego cyklu startował balon wyposażony w silnik. Pilotował go reprezentujący USA Alberto Santos-Dumont. Z powodu zaplątania się kurtki pilota w śmigło lot został zakończony po pokonaniu 134 km.
Brytyjska załoga w składzie Charles Rolls i Colonel Capper, po wylądowaniu w nocy na południe od Hull, nie znalazła otwartego biura telegraficznego, aby wysłać raport z lądowania. Śpiesząc się podczas powrotu do Londynu zapomnieli się zgłosić. Ostatecznie zajęli trzecią pozycję.

## Uczestnicy

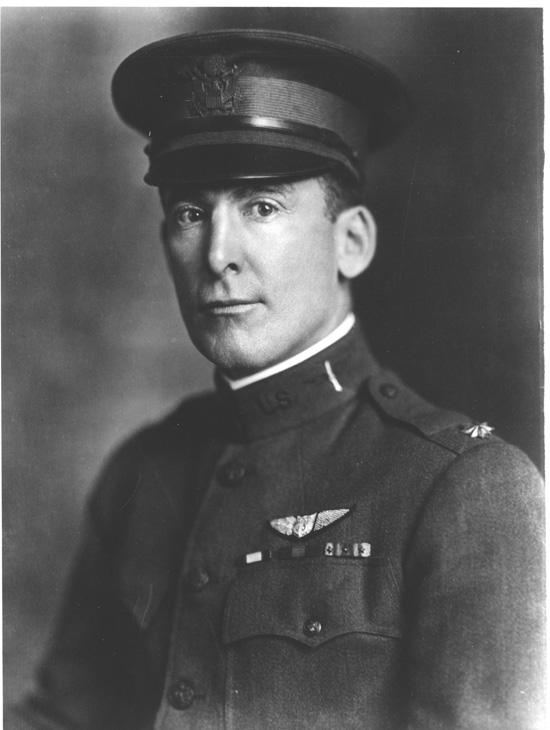
Zwycięzca zawodów Frank Lahm

Wyniki zawodów.
| Zajęte miejsce | Nazwa balonu         | Pojemność balonu [m3] / uwagi  | Załoga pilot pomocnik pilota                     | Kraj                 | Czas lotu [h] | Odległość [w km] | Miejsce lądowania                       |
| -------------- | -------------------- | ------------------------------ | ------------------------------------------------ | -------------------- | ------------- | ---------------- | --------------------------------------- |
| 1.             | Les Etats Unis       | 2080                           | Frank Lahm Henry Hersey                          | Stany Zjednoczone    | 22:15         | 647,10           | Flying Dales /Yorkshire Wielka Brytania |
| 2.             | Elfe                 | 1850                           | Alfred Vonwiller Ettore Cianetti                 | Włochy               | 22:00         | 593,00           | New Holland Wielka Brytania             |
| 3.             | Britannia            | 2200                           | Charles Rolls Colonel John Edward Capper         | Wielka Brytania      | 26,28         | 461,00           | Shernbourne/Hull/Wielka Brytania        |
| 4.             | Walhalla             | 2250                           | Duke Henry de la Vaulx Duke Oultremont           | Francja              | 21:28         | 459,00           | Great Walsingham Wielka Brytania        |
| 5.             | Ville de Chateauroux | 2250                           | Jacques Balsan Albert Corot                      | Francja              | 10:35         | 320,00           | Singleton Wielka Brytania               |
| 6.             | Montaner             | 2250                           | Capt. Alfredo Kindelán Duani M. de la Horga      | Hiszpania            | 11:45         | 315,00           | Rumboldswyke Wielka Brytania            |
| 7.             | Zephyr               | 2200                           | Prof. Alfred K. Huntington Charles E. Pollock    | Wielka Brytania      | 18:54         | 306,00           | Iwade (Milton) Wielka Brytania          |
| 8.             | AyAyAy               | 2250                           | Lt. Emilio Herrera Echagüre                      | Hiszpania            | 06:23         | 184,00           | Dives-sur-Mer (Calvados) Francja        |
| 9.             | Düsseldorf           | 2250                           | Hugo Wilhelm von Abercron Oskar Erbslöh          | Cesarstwo Niemieckie | 06:10         | 178,00           | Villers-sur-mer (Calvados) Francja      |
| 10.            | Foehn                | 2250                           | Duke Georges Castillon de St. Victor Ernest Zens | Francja              | 06:50         | 175,00           | Blonville-sur-mer (Calvados) Francja    |
| 11.            | City of London       | 2200                           | Frank Heolges Butler Percival Spencer            | Wielka Brytania      | 06:40         | 175,00           | Blonville-sur-mer (Calvados) Francja    |
| 12.            | Norte                | 2250                           | Esteban Gutierrez de Salamanca Juan Montojo      | Hiszpania            | 06:15         | 175,00           | Blonville-sur-mer (Calvados) Francja    |
| 13.            | Pommern              | 2200                           | Baron Max von Hewald Steyrer                     | Cesarstwo Niemieckie | 06:00         | 136,00           | Conde-sur-Risle (Eure) Francja          |
| 14.            | Les Deux Ameriques   | balon wyposażony w silnik 2150 | Alberto Santos-Dumont                            | Stany Zjednoczone    | 06:20         | 134,00           | Broglie (Eure) Francja                  |
| 15.            | Ojouki               | 2200                           | L. Van den Driessche Louis Capazza               | Belgia               | 07:40         | 124,00           | Bretigny Francja                        |
| 16.            | Schwaben             | 1500                           | Hans Scherle Dr. Hermann Schmeck                 | Cesarstwo Niemieckie | 06:30         | 90,00            | Saint-Aubin Francja                     |